# Lirey
Lirey est une commune française, située dans le département de l'Aube en région Grand Est.

## Géographie
| Villery   |       | Saint-Jean-de-Bonneval |
| Javernant | Lirey |                        |
| Machy     |       | Longeville-sur-Mogne   |

### Hydrographie
La commune est dans la région hydrographique « la Seine de sa source au confluent de l'Oise (exclu) » au sein du bassin Seine-Normandie. Elle est drainée par la Mogne,.
La Mogne, d'une longueur de 17 km, prend sa source dans la commune de Crésantignes et se jette  dans l'Hozain à Isle-Aumont, après avoir traversé 13 communes.

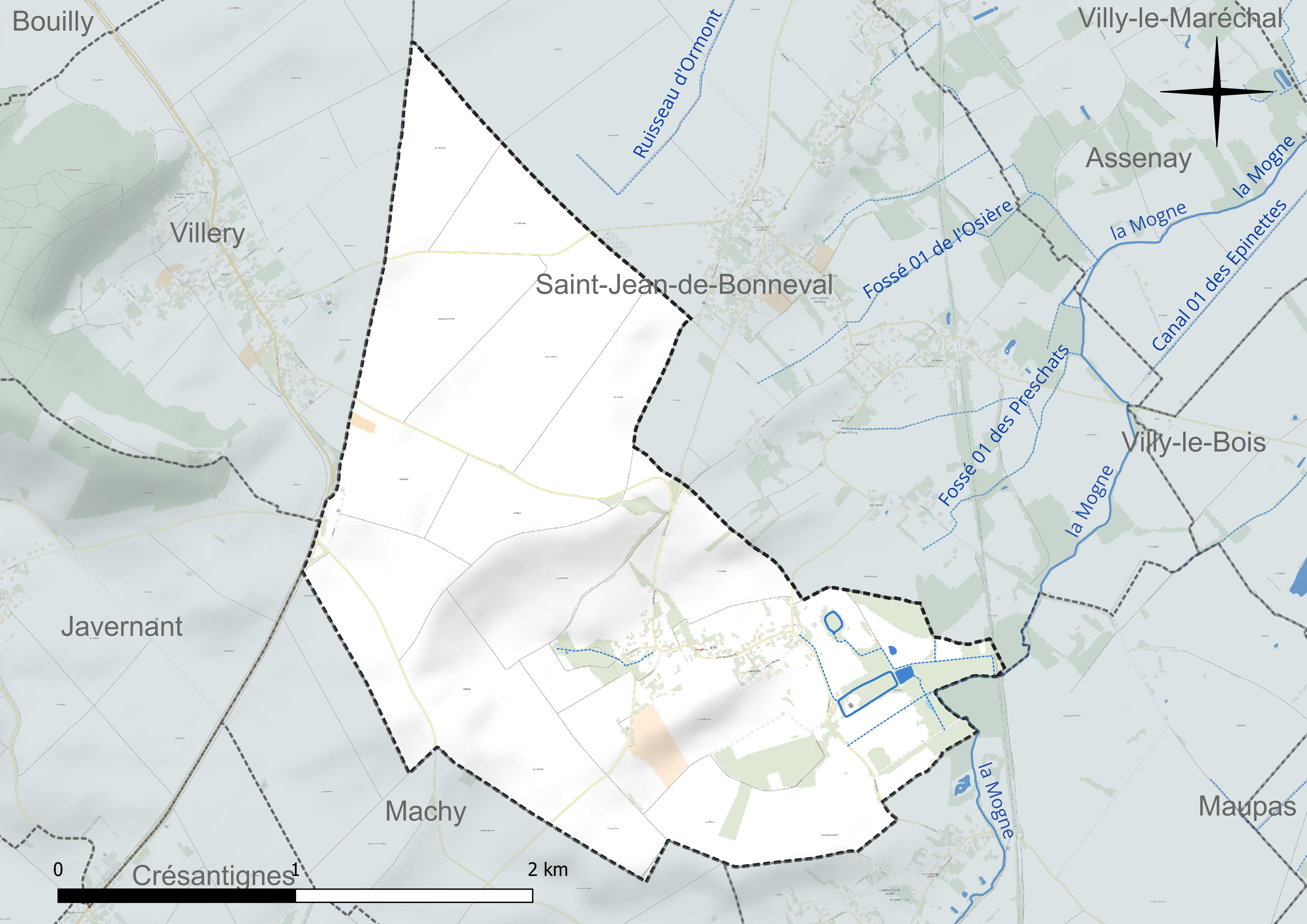
Réseau hydrographique de Lirey.

### Climat
Pour des articles plus généraux, voir Climat du Grand Est et Climat de l'Aube.
En 2010, le climat de la commune est de type climat océanique dégradé des plaines du Centre et du Nord, selon une étude du Centre national de la recherche scientifique s'appuyant sur une série de données couvrant la période 1971-2000. En 2020, Météo-France publie une typologie des climats de la France métropolitaine dans laquelle la commune est exposée à un climat océanique altéré et est dans la région climatique Lorraine, plateau de Langres, Morvan, caractérisée par un hiver rude (1,5 °C), des vents modérés et des brouillards fréquents en automne et hiver.
Pour la période 1971-2000, la température annuelle moyenne est de 10,6 °C, avec une amplitude thermique annuelle de 15,8 °C. Le cumul annuel moyen de précipitations est de 713 mm, avec 12,1 jours de précipitations en janvier et 7,8 jours en juillet. Pour la période 1991-2020, la température moyenne annuelle observée sur la station météorologique de Météo-France la plus proche, « Saint-Pouange », sur la commune de Saint-Pouange à 8 km à vol d'oiseau, est de 11,5 °C et le cumul annuel moyen de précipitations est de 707,5 mm. 
La température maximale relevée sur cette station est de 42,2 °C, atteinte le 24 juillet 2019 ; la température minimale est de −21 °C, atteinte le 9 janvier 1985,,.
Les paramètres climatiques de la commune ont été estimés pour le milieu du siècle (2041-2070) selon différents scénarios d'émission de gaz à effet de serre à partir des nouvelles projections climatiques de référence DRIAS-2020. Ils sont consultables sur un site dédié publié par Météo-France en novembre 2022.

## Urbanisme

### Typologie
Au 1er janvier 2024, Lirey est catégorisée commune rurale à habitat dispersé, selon la nouvelle grille communale de densité à 7 niveaux définie par l'Insee en 2022.
Elle est située hors unité urbaine. Par ailleurs la commune fait partie de l'aire d'attraction de Troyes, dont elle est une commune de la couronne,. Cette aire, qui regroupe 209 communes, est catégorisée dans les aires de 200 000 à moins de 700 000 habitants,.

### Occupation des sols
L'occupation des sols de la commune, telle qu'elle ressort de la base de données européenne d’occupation biophysique des sols Corine Land Cover (CLC), est marquée par l'importance des territoires agricoles (96,3 % en 2018), une proportion identique à celle de 1990 (96,3 %). La répartition détaillée en 2018 est la suivante : 
terres arables (81,4 %), zones agricoles hétérogènes (11,9 %), forêts (3,7 %), prairies (3,1 %). L'évolution de l’occupation des sols de la commune et de ses infrastructures peut être observée sur les différentes représentations cartographiques du territoire : la carte de Cassini (XVIIIe siècle), la carte d'état-major (1820-1866) et les cartes ou photos aériennes de l'IGN pour la période actuelle (1950 à aujourd'hui).

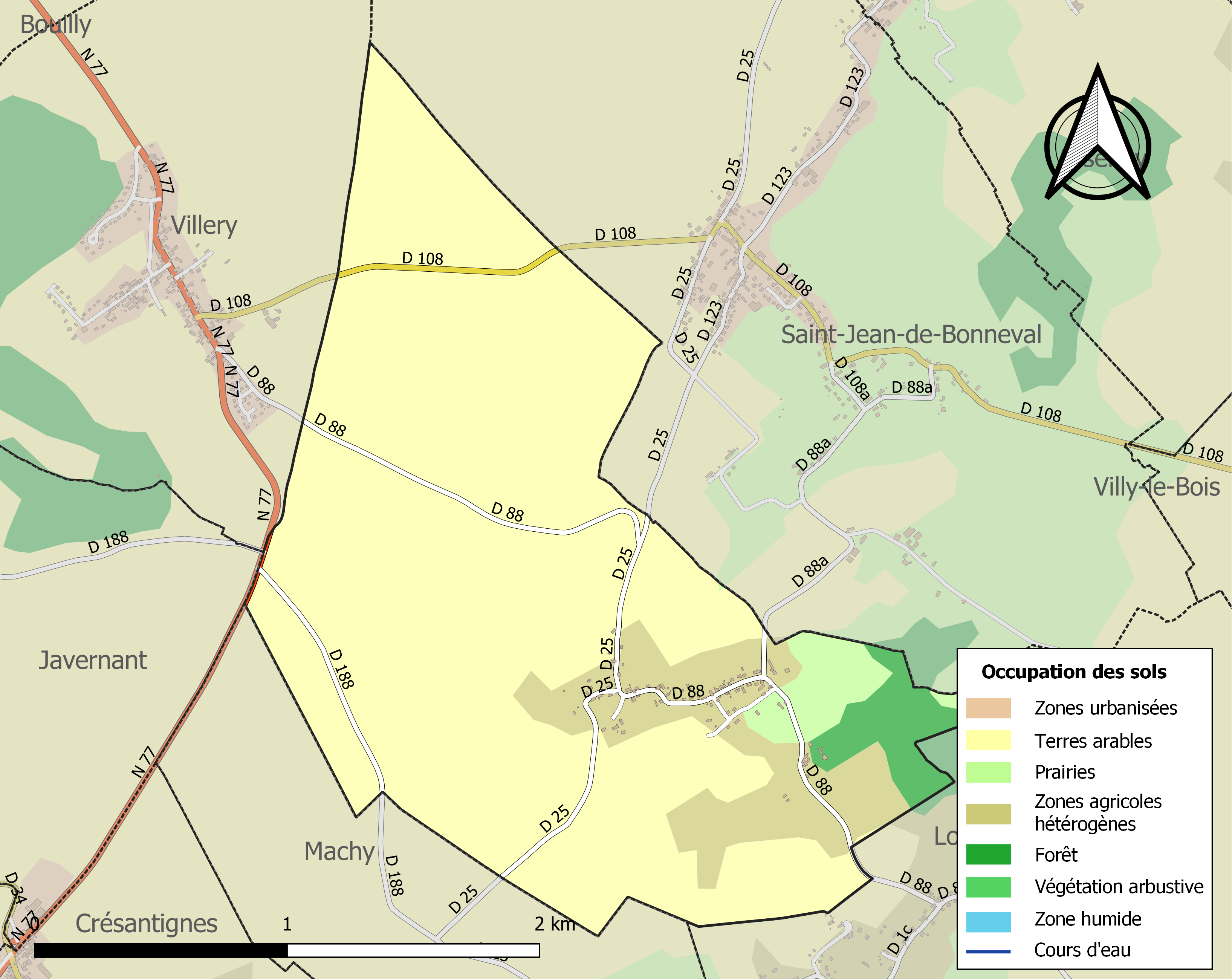
Carte des infrastructures et de l'occupation des sols de la commune en 2018 (CLC).

## Histoire

### Saint-Suaire de Lirey
Geoffroi de Charny, fils de Jean de Charny et de Marguerite de Joinville, combat avec Charles de Blois pendant la guerre de Succession de Bretagne. Il est fait prisonnier par les Anglais à la bataille de Morlaix, en septembre 1342. Il fait le vœu de fonder une chapellenie après sa libération, en 1343, à la suite du paiement d'une rançon par le duc de Normandie Jean de Valois. 
En 1343, le roi Philippe VI signe une charte accordant à Geoffroi de Charny l'amortissement d'une rente de 120 livres pour la fondation de la collégiale. Le 3 janvier 1349, Henri de Joinville, comte de Vaudémont, sénéchal de Champagne, approuve les donations qui sont faites dans ce but. Geoffroi de Charny est de nouveau prisonnier le 31 décembre 1349. Le chapitre de la collégiale est créé en 1353. 
Henri de Poitiers confirme la fondation de la collégiale de Lirey le 28 mai 1356. Geoffroi de Charny est tué à la bataille de Poitiers, le 19 septembre 1356, laissant pour héritier Geoffroi II de Charny. Le linceul connu sous le nom de Suaire de Turin se trouve dans la collégiale de Lirey quand commence ses ostensions mais devait rester la propriété de la famille de Geoffroi de Charny. Le Suaire de Lirey a probablement été acquis par Geoffroi de Charny entre 1343 et 1353, mais aucun document ne permet de préciser comment il a pu l'acquérir. 
C'est après les ostensions du Suaire que l'évêque de Troyes va mettre en doute l'authenticité du Suaire et les interdire. En 1389, le pape Clément VII avait accordé l'ostension du Suaire demandé par Jeanne de Vergy, veuve de Geoffroi de Charny, remariée à Aymon de Genève († 1369), fils d'Hugues de Genève et cousin du pape. Le juillet 1418, Humbert de La Roche, mari de Marguerite de Charny, fille de Geoffroi II de Charny (†1398), prend en garde la relique dans son château de Montfort, en Bourgogne, pour la protéger des effets de la guerre qui se déroule à proximité. 
La mention du suaire comme propriété du chapitre de Lirey apparaît pour la première fois dans l'acte fait au moment de ce transfert. Le Suaire est déposé dans la collégiale Notre-Dame de Saint-Hippolyte.
Après la mort de son époux, Marguerite de Charny obtient un accord, le 8 mai 1443 pour établir que le Suaire était la propriété de son grand-père. La guerre de Cent Ans terminée, le Suaire ne revient pas à Lirey. Le 13 septembre 1452, le duc Louis Ier de Savoie et sa femme Anne de Lusignan ont échangé le Suaire possédé par Marguerite de Charny contre le château de Varambon. La relique est déposée à Chambéry, puis dans la cathédrale Saint-Jean-Baptiste de Turin,.

## Politique et administration
À l'issue de l'élection présidentielle de 2017, le candidat de la France Insoumise, Jean-Luc Mélenchon, est arrivé en tête du premier tour dans la commune avec 26,76% des suffrages exprimés (19 voix); son troisième meilleur résultat dans le département. Il devançait d'une seule voix Emmanuel Macron (25,35%) et de 4 voix la candidate frontiste Marine Le Pen (21,13%).

Le second tour s'est quant à lui soldé par la victoire par la victoire d'Emmanuel Macron (42 voix, soit 72,41% des suffrages exprimés, contre 16 voix et 27,59% des suffrages exprimés pour Marine Le Pen).
| Période                                  | Période  | Identité                                       | Étiquette | Qualité |
| ---------------------------------------- | -------- | ---------------------------------------------- | --------- | ------- |
| mars 2001                                | 2008     | M. Daniel Passet                               |           |         |
| mars 2008                                | 2014     | M. Pierre Bae                                  |           |         |
| mars 2014                                | En cours | M. David Frapin Réélu pour le mandat 2020-2026 |           |         |
| Les données manquantes sont à compléter. |          |                                                |           |         |

## Démographie
L'évolution du nombre d'habitants est connue à travers les recensements de la population effectués dans la commune depuis 1793. Pour les communes de moins de 10 000 habitants, une enquête de recensement portant sur toute la population est réalisée tous les cinq ans, les populations de référence des années intermédiaires étant quant à elles estimées par interpolation ou extrapolation. Pour la commune, le premier recensement exhaustif entrant dans le cadre du nouveau dispositif a été réalisé en 2006.

En 2022, la commune comptait 115 habitants, en évolution de +8,49 % par rapport à 2016 (Aube : +0,7 %, France hors Mayotte : +2,11 %).
| 1793 | 1800 | 1806 | 1821 | 1831 | 1836 | 1841 | 1846 | 1851 |
| ---- | ---- | ---- | ---- | ---- | ---- | ---- | ---- | ---- |
| 302  | 290  | 281  | 257  | 258  | 273  | 261  | 272  | 232  |

| 1856 | 1861 | 1866 | 1872 | 1876 | 1881 | 1886 | 1891 | 1896 |
| ---- | ---- | ---- | ---- | ---- | ---- | ---- | ---- | ---- |
| 232  | 235  | 236  | 240  | 204  | 187  | 167  | 162  | 152  |

| 1901 | 1906 | 1911 | 1921 | 1926 | 1931 | 1936 | 1946 | 1954 |
| ---- | ---- | ---- | ---- | ---- | ---- | ---- | ---- | ---- |
| 150  | 133  | 133  | 109  | 100  | 118  | 108  | 89   | 83   |

| 1962 | 1968 | 1975 | 1982 | 1990 | 1999 | 2006 | 2011 | 2016 |
| ---- | ---- | ---- | ---- | ---- | ---- | ---- | ---- | ---- |
| 71   | 77   | 59   | 65   | 93   | 94   | 89   | 110  | 106  |

| 2021 | 2022 | - | - | - | - | - | - | - |
| ---- | ---- | - | - | - | - | - | - | - |
| 110  | 115  | - | - | - | - | - | - | - |

## Lieux et monuments

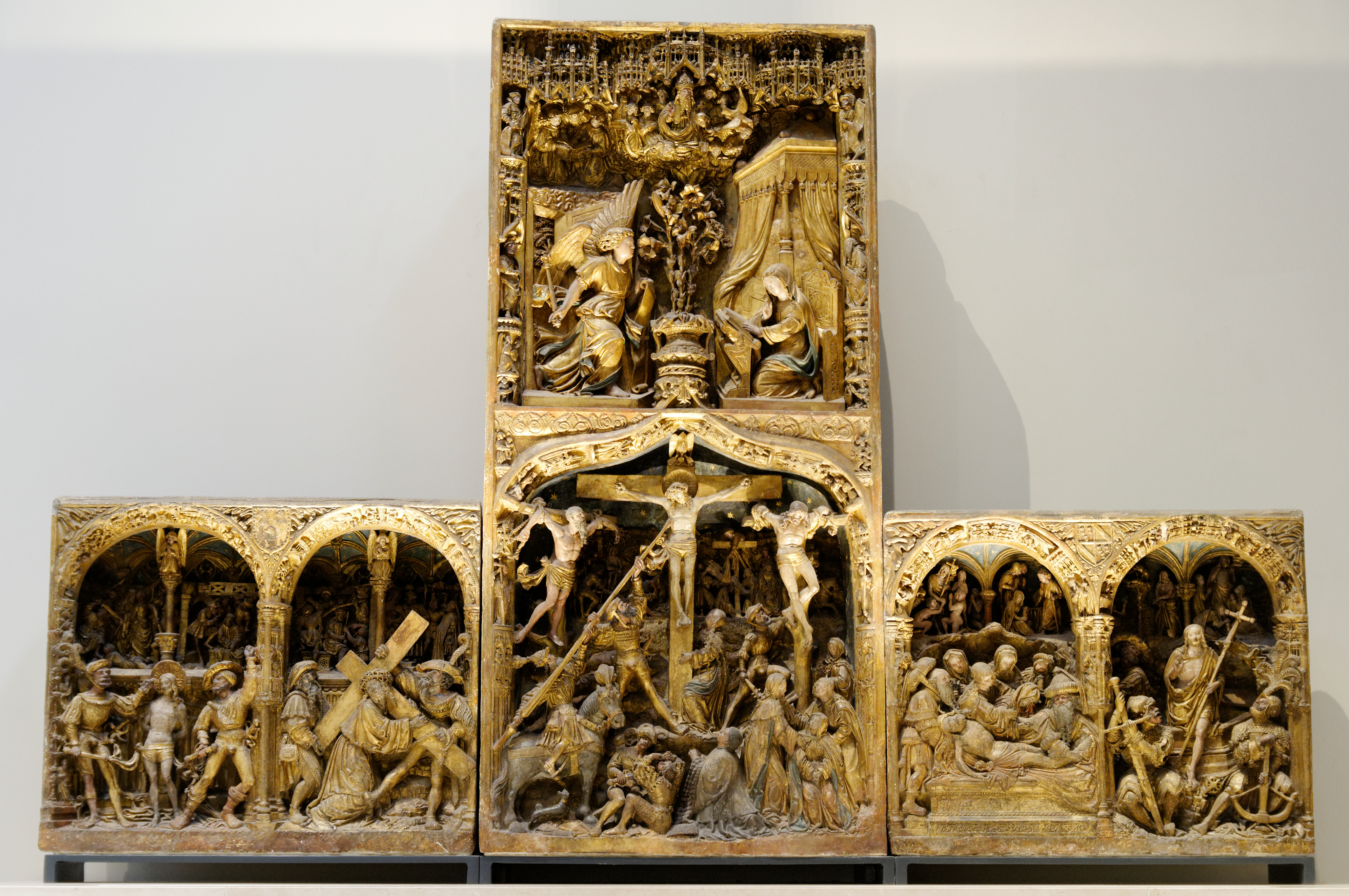
L'autel de l'avocat élu doyen du chapitre de Lirey en 1504, Haynard conservé au Victoria and Albert Museum.

- Le monument aux morts de Saint-Jean-de-Bonneval, Lirey et Assenay érigé à Saint-Jean-de-Bonneval.
- Église de l'Annonciation de Lirey.

La chapelle collégiale qui a été érigée en 1353 par Geoffroi de Charny est reconstruite en 1526 par le doyen Hayard l'ainé et démolie à la Révolution française. La chapelle est reconstruite en 1897 sans les dépendances (il n'en reste plus qu'un pigeonnier) par le legs de Mme de Bréville née Camusat de Vaugourdon. L'architecte en est R. Pincot, curé de Mézières et l'entrepreneur M. Vinçon de Saint Phal. Le maître autel est offert par l'abbé Jacquinot curé doyen de Planay natif de Lirey. La collégiale devait sa renommée au fait que le suaire de Turin y était présenté de 1357 à 1418 et aux autels qui se trouvent désormais au Victoria and Albert Museum de Londres et un autre est depuis 1828 à Crésantignes. Devant l'afflux de visiteurs en quête du suaire, la municipalité fait réaliser en 2013 un livret en plusieurs langues et fait installer quatre panneaux explicatifs dans la chapelle.
- La commune possède 4 calvaires.

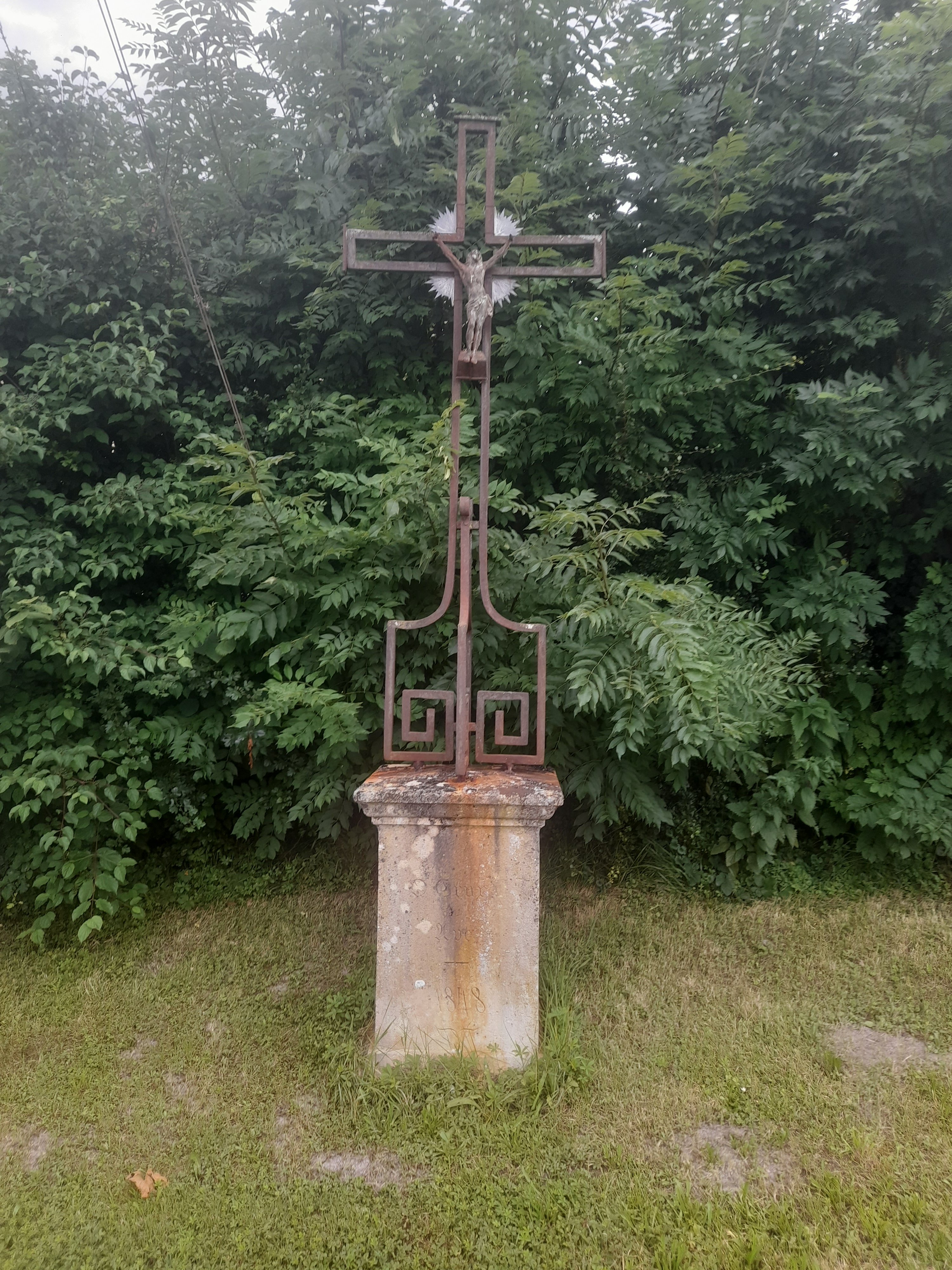
Calvaire situé devant l'Église de l'Annonciation de Lirey datant de 1848.
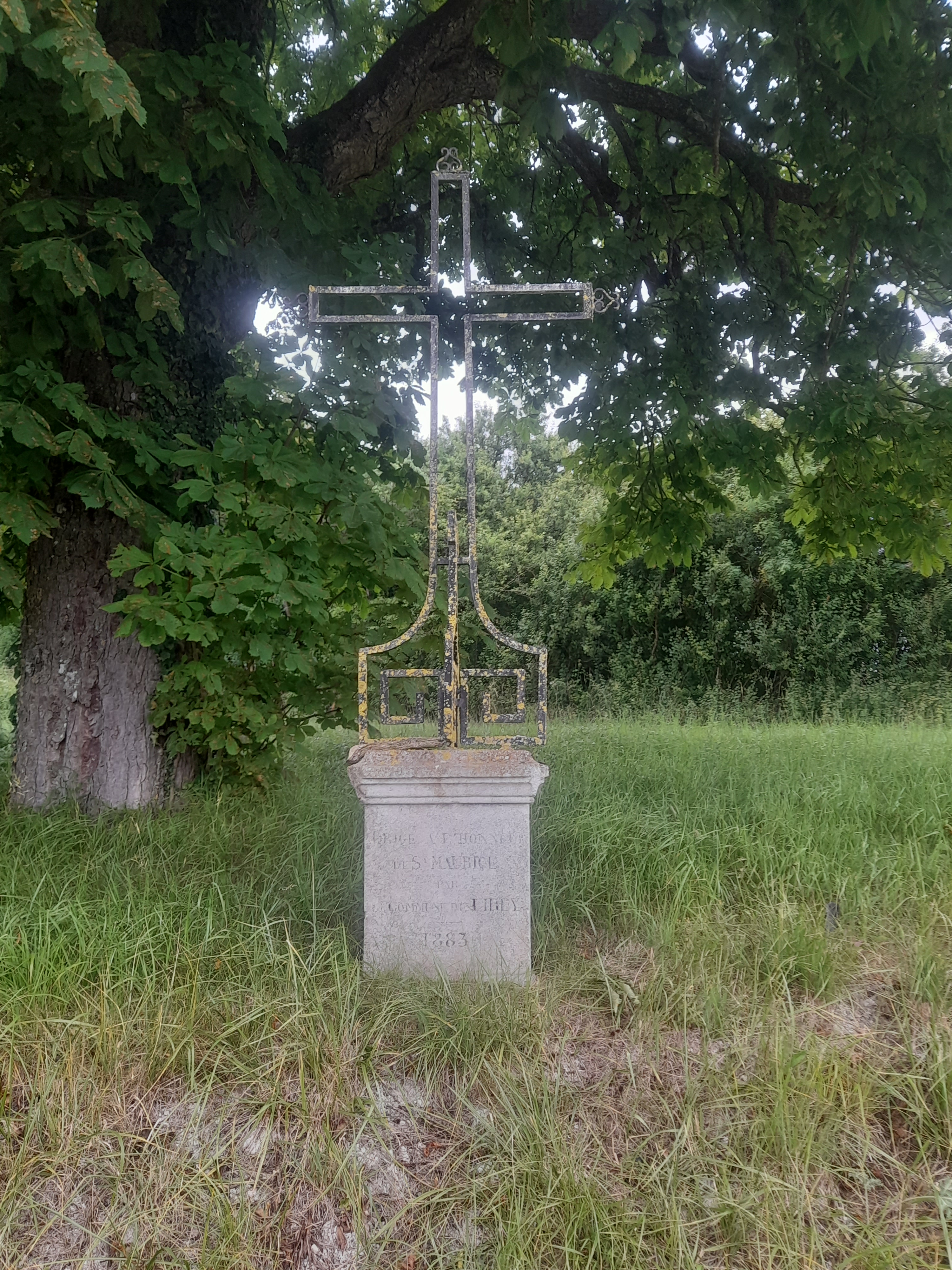
Calvaire situé à intersection de la D88 et la D25,érigé en 1883 en l'honneur de saint Maurice par la commune de Lirey
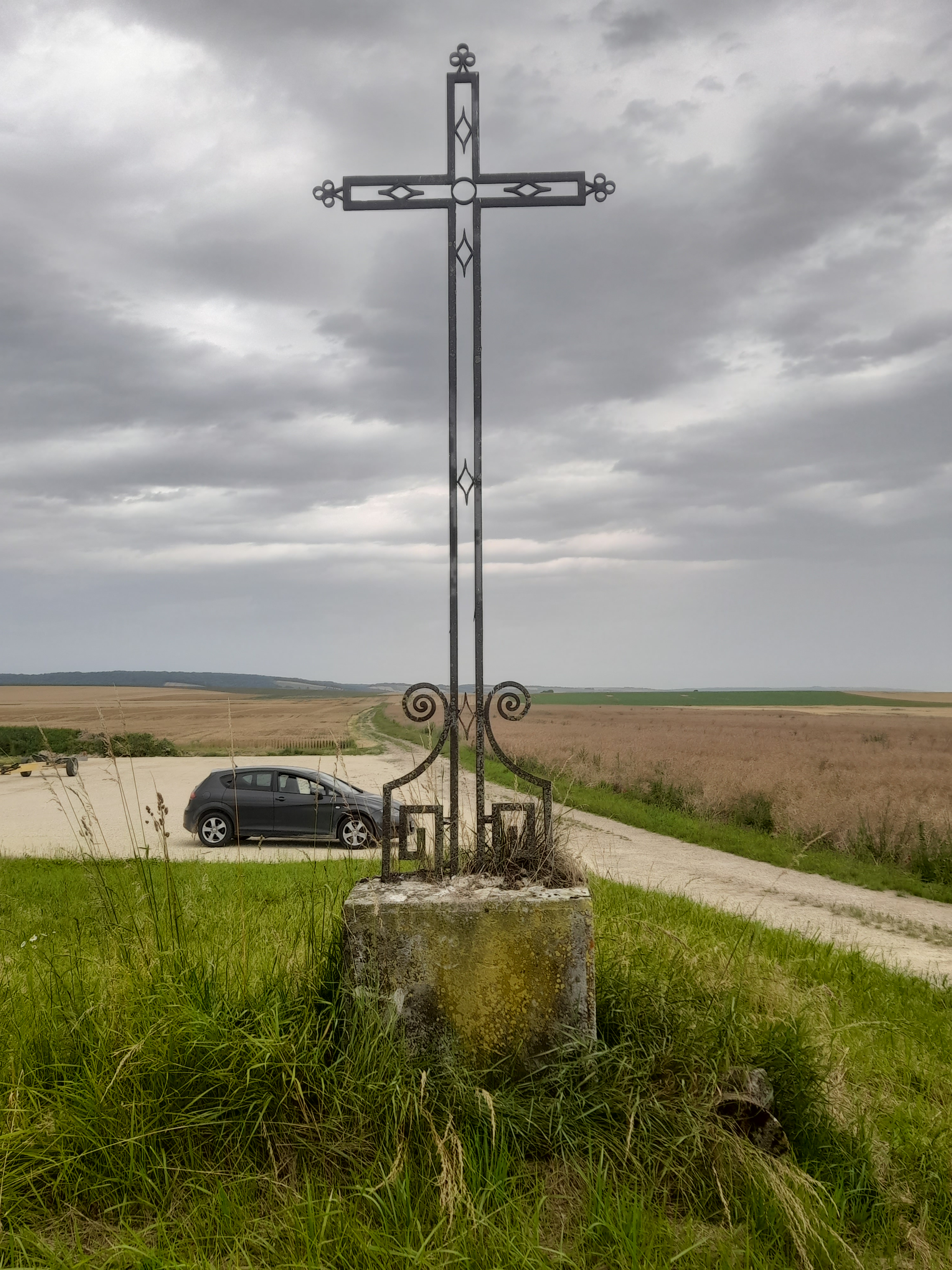
Calvaire situé à proximité du cimeterre de Saint Jean de Bonneval,érigé en 1856 en l'honneur de Saint Louis aux frais Ruinet Louis et Reine Ruinet.
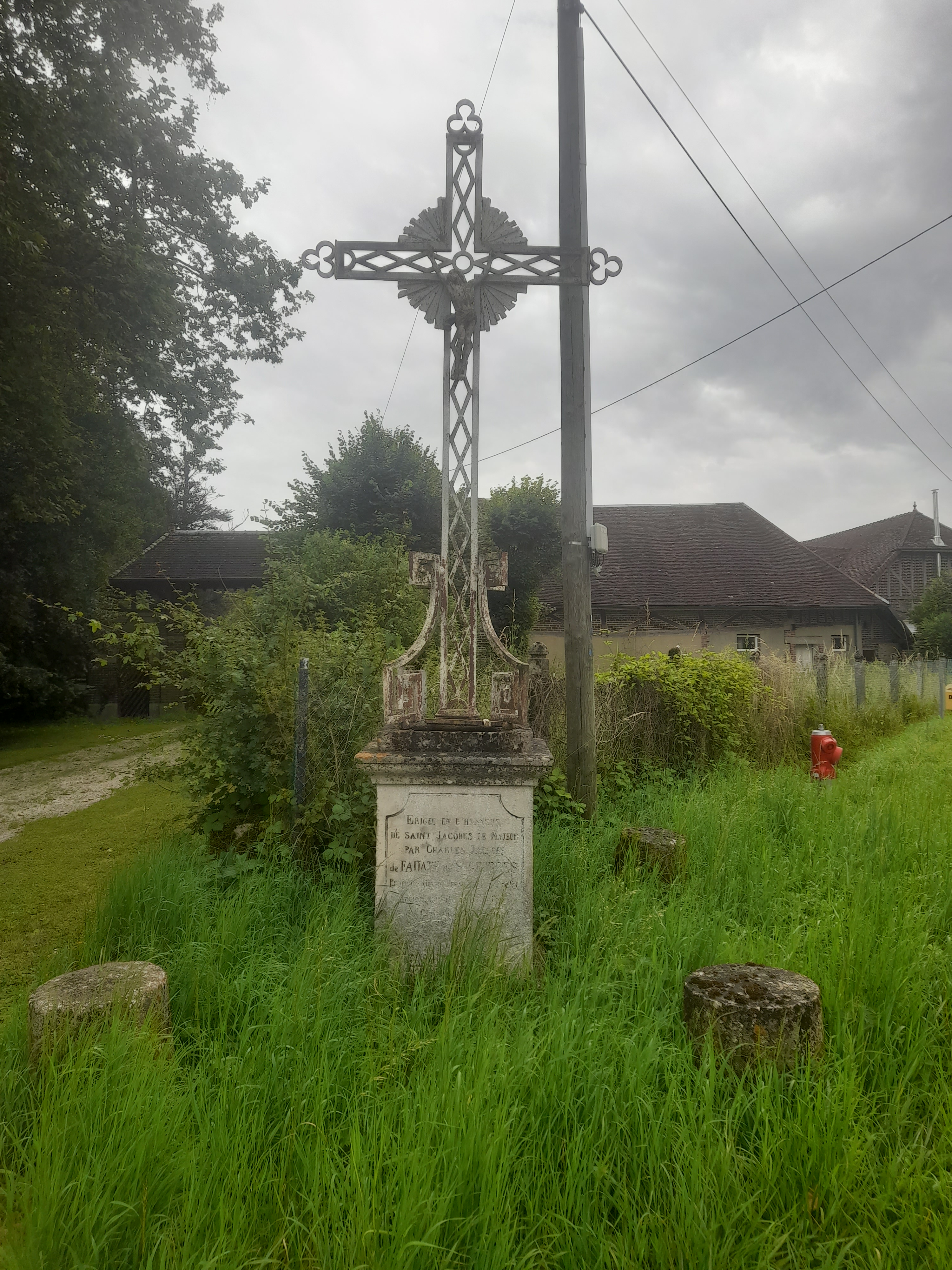
Calvaire situé sur la D88.Croix trèflée avec losanges intercalés entre double armature. Érigée en Août 1854 en l'honneur de saint Jacques le Majeur par Charles de Fadate,ancien préfet,ancien député et officier de la Légion d'Honneur.